# Marlon Piedrahíta
Marlon Javier Piedrahíta Londoño (Medellín, Antioquia, Colombia; 13 de junio de 1985) es un futbolista colombiano. Juega de lateral derecho en el Once Caldas de la Categoría Primera A de Colombia.
Marlon tiene una amplia carrera en el fútbol colombiano jugando en varios equipos.

## Trayectoria

### Atlético Nacional
Luego de jugar tres años y medio en el Atlético Nacional, Piedrahíta sale a finales de 2010.

### Deportes Tolima
En los primeros días de 2011 se daba por segura su llegada al Atlético Huila, sin embargo se fue al Deportes Tolima.

### Itagüí
A comienzos del 2012 después de terminar su contrato decide firmar con Itagüí.

### Deportivo Pasto
En 2013 llega a Deportivo Pasto.

### Independiente Medellín
En 2016 es confirmado como nuevo refuerzo del Independiente Medellín.

### Junior de Barranquilla
El 27 de junio de 2017 firmaría como nuevo jugador del Atlético Junior. Sería para Piedrahíta el inicio de una etapa maravillosa en cuanto a rendimiento y títulos. El 8 de noviembre Junior salió campeón de Copa Colombia 2017 tras vencer 2-0 al DIM. El 12 de diciembre de 2018 terminó subcampeón de la Copa Sudamericana 2018 tras perder la final ante Athletico Paranaense. El 17 de diciembre ganó su segundo título como rojiblanco, Junior se coronó campeón del Torneo Finalización 2018 tras derrotar en la final a Independiente Medellín. El equipo tiburón se impuso por un marcador global de 5-4.

## Clubes
| Club                   | País     | Año           |
| ---------------------- | -------- | ------------- |
| Atlético Nacional      | Colombia | 2006 - 2009   |
| Envigado F. C.         | Colombia | 2009          |
| Atlético Nacional      | Colombia | 2009 - 2010   |
| Deportes Tolima        | Colombia | 2011          |
| Itagüí Ditaires        | Colombia | 2012          |
| Deportivo Pasto        | Colombia | 2013          |
| Once Caldas            | Colombia | 2014 - 2015   |
| Independiente Medellín | Colombia | 2016 - 2017   |
| Junior                 | Colombia | 2017 - 2021   |
| Once Caldas            | Colombia | 2022-presente |

## Estadísticas
| País / División        | Partidos | Goles | Promedio |
| ---------------------- | -------- | ----- | -------- |
| Envigado F. C.         | 18       | 0     | 0,00     |
| Atlético Nacional      | 50       | 1     | 0,02     |
| Deportes Tolima        | 19       | 0     | 0,00     |
| Itagüí Ditaires        | 34       | 2     | 0,05     |
| Deportivo Pasto        | 41       | 2     | 0,04     |
| Once Caldas            | 91       | 6     | 0,07     |
| Independiente Medellín | 77       | 3     | 0,04     |
| Junior                 | 171      | 7     | 0,05     |
| Total en carrera       | 493      | 20    | 0,04     |

## Palmarés

### Campeonatos nacionales
| Título                | Club                   | País     | Año  |
| --------------------- | ---------------------- | -------- | ---- |
| Torneo Apertura       | Atlético Nacional      | Colombia | 2007 |
| Torneo Finalización   | Atlético Nacional      | Colombia | 2007 |
| Torneo Apertura       | Independiente Medellín | Colombia | 2016 |
| Copa Colombia         | Junior                 | Colombia | 2017 |
| Torneo Finalización   | Junior                 | Colombia | 2018 |
| Superliga de Colombia | Junior                 | Colombia | 2019 |
| Torneo Apertura       | Junior                 | Colombia | 2019 |
| Superliga de Colombia | Junior                 | Colombia | 2020 |

### Distinciones individuales
| Distinción                    | Año  |
| ----------------------------- | ---- |
| Equipo ideal de la CONMEBOL   | 2018 |
| 11 ideal del año - Acolfutpro | 2018 |